# I Created Disco
I Created Disco es el primer álbum del músico escocés Calvin Harris. Fue lanzado en el Reino Unido el 18 de junio de 2007, donde dos de sus sencillos «Acceptable in the 80s» (n.º 10) y «The Girls» (n.º 3) lograron alcanzar puestos considerables en el UK Singles Chart. Hasta abril de 2012, I Created Disco había vendido más de doscientas cincuenta mil copias en el Reino Unido, según The Official UK Charts Company (OCC), y más de dieciocho mil copias en Estados Unidos, según Nielsen SoundScan, siendo el álbum más vendido de Harris en dichos mercados.

## Composición
La escritura y la grabación de I Created Disco comenzó en 2006 cuando Harris regresó a su ciudad natal de Dumfries, Escocia, después de haber vivido en Londres durante dos años. Toda la grabación y producción del álbum tuvo lugar en una computadora Amiga en el estudio casero de Harris, llamado "Calvinharrisbeats Studio". Los catorce temas del álbum fueron escritos, producidos y realizados exclusivamente por Calvin Harris.

## Promoción
Antes de la publicación del álbum, Columbia Records lanzó dos singles, Acceptable In The 80s y The Girls, y Calvin Harris y su banda fueron los artistas acompañantes para Faithless y Groove Armada en sus giras de conciertos en la primavera de 2007.

## Recepción
El álbum recibió diversas críticas variadas. Según Metacritic, que combina múltiples comentarios de críticos, el álbum tiene un 59% de aprobación, basado en 17 comentarios.

## Lista de canciones

### Edición estándar
Todas las canciones escritas y compuestas por Calvin Harris. 
| Edición estándar |                           |          |  |
| N.º              | Título                    | Duración |  |
| 1.               | «Merrymaking at My Place» | 4:10     |  |
| 2.               | «Colours»                 | 4:02     |  |
| 3.               | «This is the Industry»    | 3:56     |  |
| 4.               | «The Girls»               | 5:15     |  |
| 5.               | «Acceptable in the 80s»   | 5:33     |  |
| 6.               | «Neon Rocks»              | 3:48     |  |
| 7.               | «Traffic Cops»            | 0:55     |  |
| 8.               | «Vegas»                   | 5:42     |  |
| 9.               | «I Created Disco»         | 4:08     |  |
| 10.              | «Disco Heat»              | 4:31     |  |
| 11.              | «Vault Character»         | 0:08     |  |
| 12.              | «Certified»               | 4:08     |  |
| 13.              | «Love Souvenir»           | 4:20     |  |
| 14.              | «Electro Man»             | 4:58     |  |
| 55:23            |                           |          |  |

### Temas extra
Reino Unido/Australia tema extra de iTunes
| UK/Australia iTunes Bonus Track |                       |          |  |
| N.º                             | Título                | Duración |  |
| 15.                             | «We Are All The Same» | 3:56     |  |

Italia tema extra para descarga digital
| Italy Digital Bonus Tracks |                                                  |          |  |
| N.º                        | Título                                           | Duración |  |
| 15.                        | «Acceptable In The 80s» (Tom Neville Remix Edit) | 7:11     |  |
| 16.                        | «The Girls» (Groove Armada Remix)                | 8:04     |  |
| 17.                        | «Merrymaking At My Place» (Deadmau5 Remix)       | 5:28     |  |

Japón tema extra
| Japan Bonus Tracks |                                             |          |  |
| N.º                | Título                                      | Duración |  |
| 15.                | «Rock N Roll Attitude»                      | 3:19     |  |
| 16.                | «Love For You»                              | 3:52     |  |
| 17.                | «The Girls» (Groove Armada Remix)           | 8:03     |  |
| 18.                | «Acceptable In The 80s» (Tom Neville Remix) | 7:16     |  |

Francia Disco Bonus
| France Bonus Disc |                                             |          |  |
| N.º               | Título                                      | Duración |  |
| 1.                | «Rock N Roll Attitude»                      | 3:19     |  |
| 2.                | «We Are All The Same»                       | 3:56     |  |
| 3.                | «Love For You»                              | 3:52     |  |
| 4.                | «Merrymaking At My Place» (Mr Oizo Remix)   | 3:29     |  |
| 5.                | «Acceptable in the 80s» (Tom Neville Remix) | 7:16     |  |
| 6.                | «The Girls» (Groove Armada Remix)           | 8:03     |  |
| 7.                | «The Girls» (Acoustic Version)              | 3:30     |  |

## Personal
- Escrito, organizado, producido e interpretado por Calvin Harris.
- Dirigido por Guy Davie.
- Grabado y mezclado en Calvinharrisbeats Studio, Dumfries.
- Publicado por EMI Publishing.
- Vegas pertenece a Xylophone Jones Recordings EU bajo licencia exclusiva de Sony BMG Music Entertainment (UK) Limited.

## Posición en listas
| Listas (2007)                                 | Posición máxima | Certificación |
| --------------------------------------------- | --------------- | ------------- |
| UK Albums Chart                               | 8               | Oro           |
| Irish Albums Chart                            | 34              | —             |
| US Top Electronic Albums                      | 19              | —             |
| Listas (2008)                                 | Posición máxima | Certificación |
| Syndicat National de l'Édition Phonographique | 95              | —             |
| Listas (2009)                                 | Posición máxima | Certification |
| UK Dance Charts                               | 7               | —             |
| UK Albums Charts                              | 30              | —             |

## Historial de lanzamientos
| País           | Fecha de lanzamiento | Discográfica           |
| -------------- | -------------------- | ---------------------- |
| Reino Unido    | 18-6-2007            | Fly Eye/Columbia/Sony  |
| Australia      | 7-7-2007             | Red Label              |
| Estados Unidos | 4-9-2007             | Almost Gold            |
| Italia         | 26-9-2007            | Do It Yourself         |
| Japón          | 13-1-2008            | Sony                   |
| Benelux        | 13-1-2008            | PIAS Benelux           |
| Francia        | 21-2-2008            | Wagram/Cinq 7/Sony     |
| Alemania       | 21-4-2008            | Ministry Of Sound      |
| Europa         | 5-6-2008             | Phantom Sound & Vision |